# Cynorta punctiacuta
Cynorta punctiacuta is een hooiwagen uit de familie Cosmetidae.